# Graue Marter

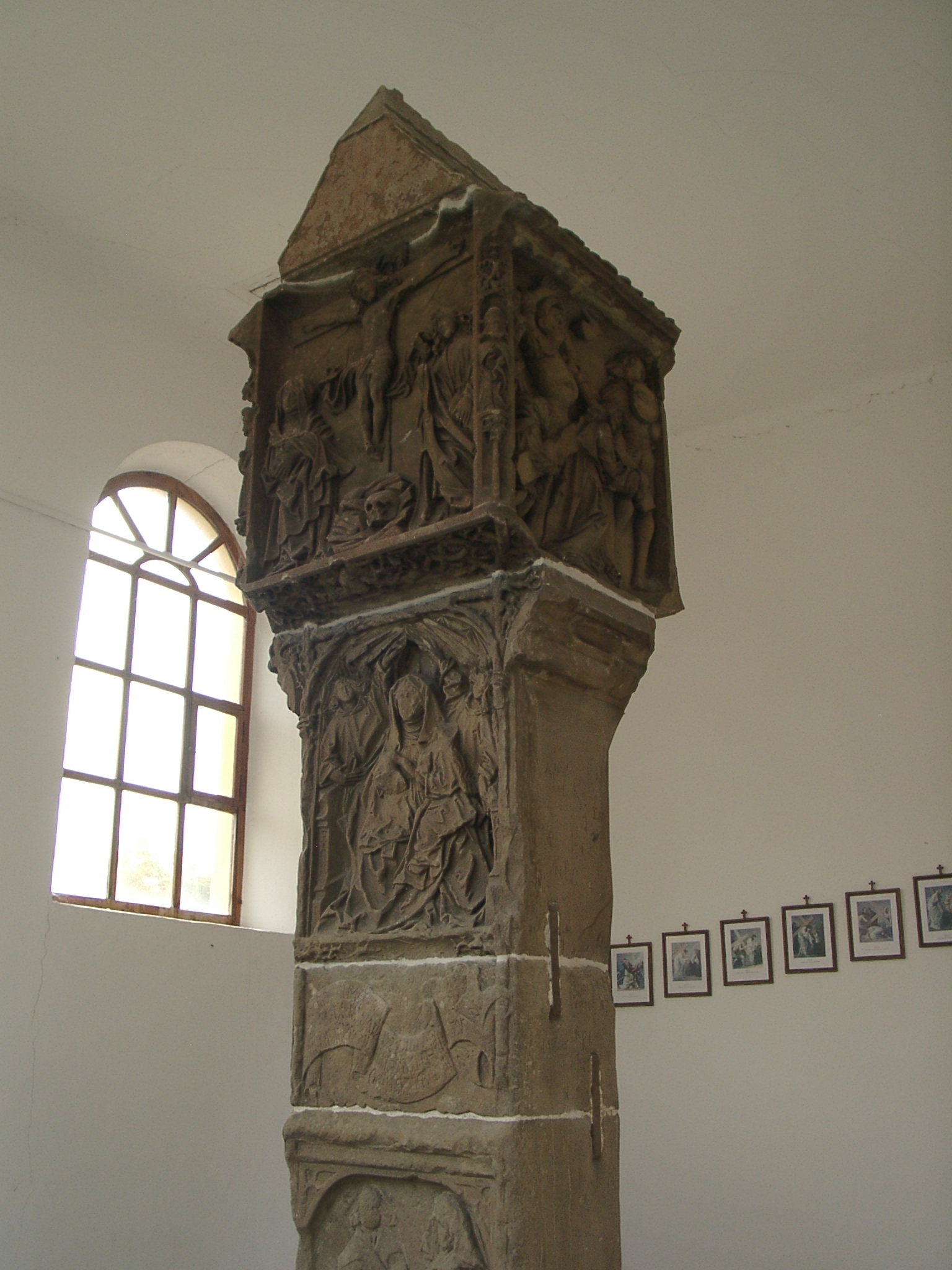
Original in der Friedhofskapelle

Die Graue Marter ist der berühmteste Bildstock in Mainfranken. Er gilt zugleich als der bedeutendste Bildstock aus der Spätgotik überhaupt und befindet sich heute in Sommerach im unterfränkischen Landkreis Kitzingen. Lange Zeit stand der Stock in der Gemarkung von Gerlachshausen.

## Geschichte
Die Marter wurde 1511 von Heinrich Zorn einem Bürgermeister von Gerlachshausen gestiftet. Dies belegt eine Inschrift auf dem Bildstock. „Anno dni MCCCCCXI den dienstag nach sanct Marxtag starb der ehrsam Heinrich Zorn Schultß zu Gerlachshausen dem God genade.“ Zuzuordnen ist das Werk dem Meister des Dettelbacher Tympanons. Der genaue Name ist nicht bekannt, er stammte jedoch aus dem Umfeld Tilman Riemenschneiders. Eine Renovierung im Jahr 1607 ist ebenfalls auf dem Stein vermerkt. „Renovirt durch hans Melchior Wittich v. Wormbs zu Sommerach Anno 1607“.
Eine Nachbildung des nahezu vier Meter hohen Bildstocks steht an der Kreisstraße KT 29 zwischen Gerlachshausen und Sommerach auf der Gemarkung Sommerachs. Das Original wurde in die Friedhofskapelle nach Sommerach verbracht und ist so vor Wind und Wetter geschützt. Das Bayerische Landesamt für Denkmalpflege führt die Marter unter der Nummer D-6-75-169-70.

## Beschreibung
Der Bildstock ist vierkantig und stammt aus der Spätgotik. Schaft und würfeliger Aufsatz weisen Bebilderungen auf. Der Aufsatz läuft in Form eines fränkischen Bauernhauses mit Walmdach aus.
Die Grundlage des Bildstocks bildet die Darstellung des Ehepaars Zorn in kniender Position. Über ihnen ist die obengenannte Inschrift in Form eines Spruchbands angebracht. Darüber prangt die Figurengruppe der Anna selbdritt. Sie ist Sinnbild der beschützenden Mütterlichkeit. In der Mitte thront Anna, die Maria und das Jesuskind auf ihren Knien hält. Zwei Engel umgeben die Szene und heben einen Schleier an.
In den Darstellungen am Aufsatz wird die Passion Christi gezeigt. Die Nordseite zeigt Jesus inmitten seiner Folterknechte, er trägt sein Kreuz und befindet sich bereits auf dem Weg nach Golgatha. Im Westen ist Jesus unter der Last des Kreuzes zusammengebrochen. Simon von Cyrene hilft ihm deshalb beim Tragen, Veronika reicht im Hintergrund ihr Schweißtuch. Die südliche Darstellung zeigt Jesus auf dem Kreuz sitzend. Ein Henkersknecht bewacht ihn. Die Giebelseite der Marter endet mit der Kreuzigung Jesu. Johannes und Maria flankieren die Szene. Ein nackter Knabe pflückt darunter eine Traube.

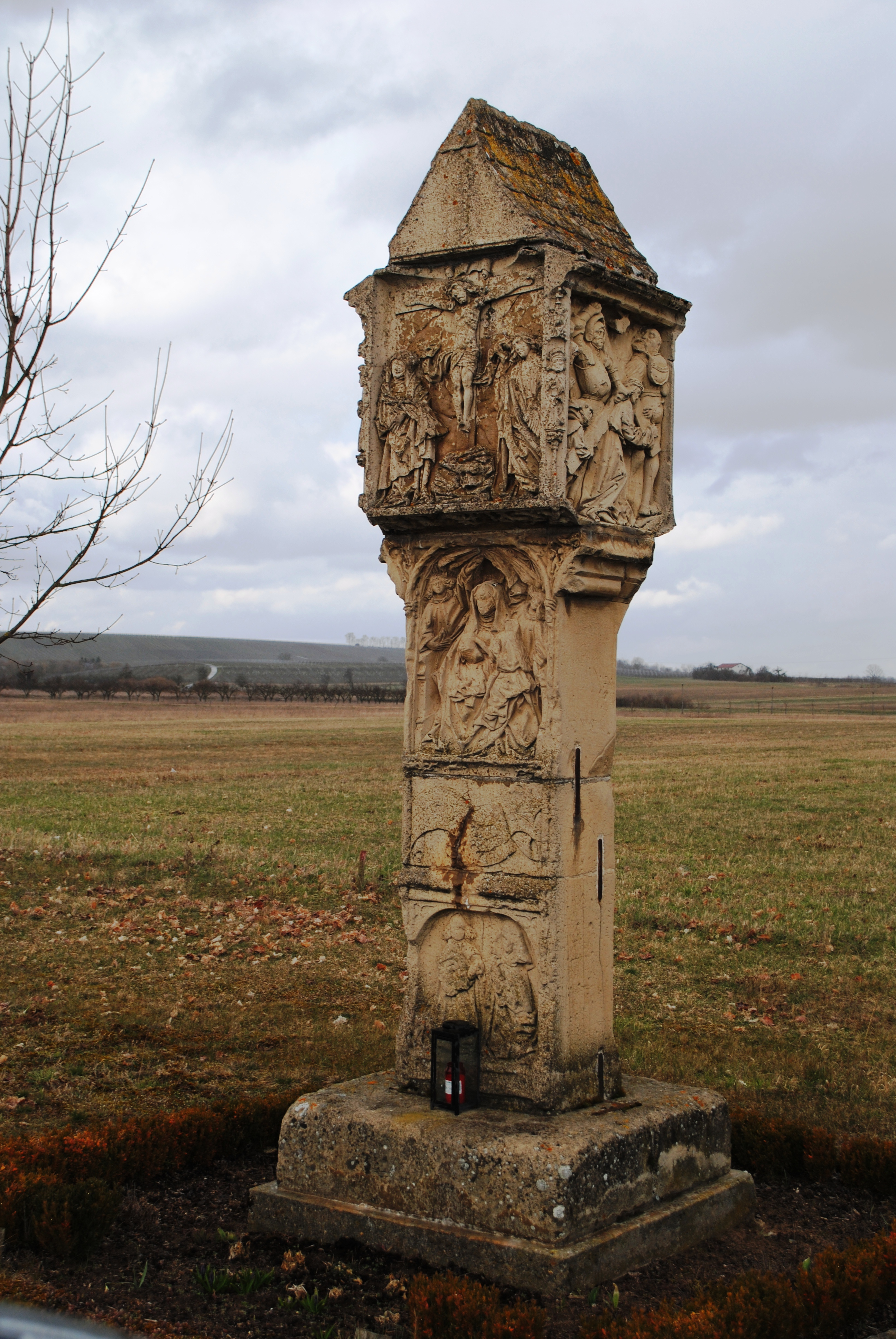
Die Nachbildung an der Kreisstraße 29
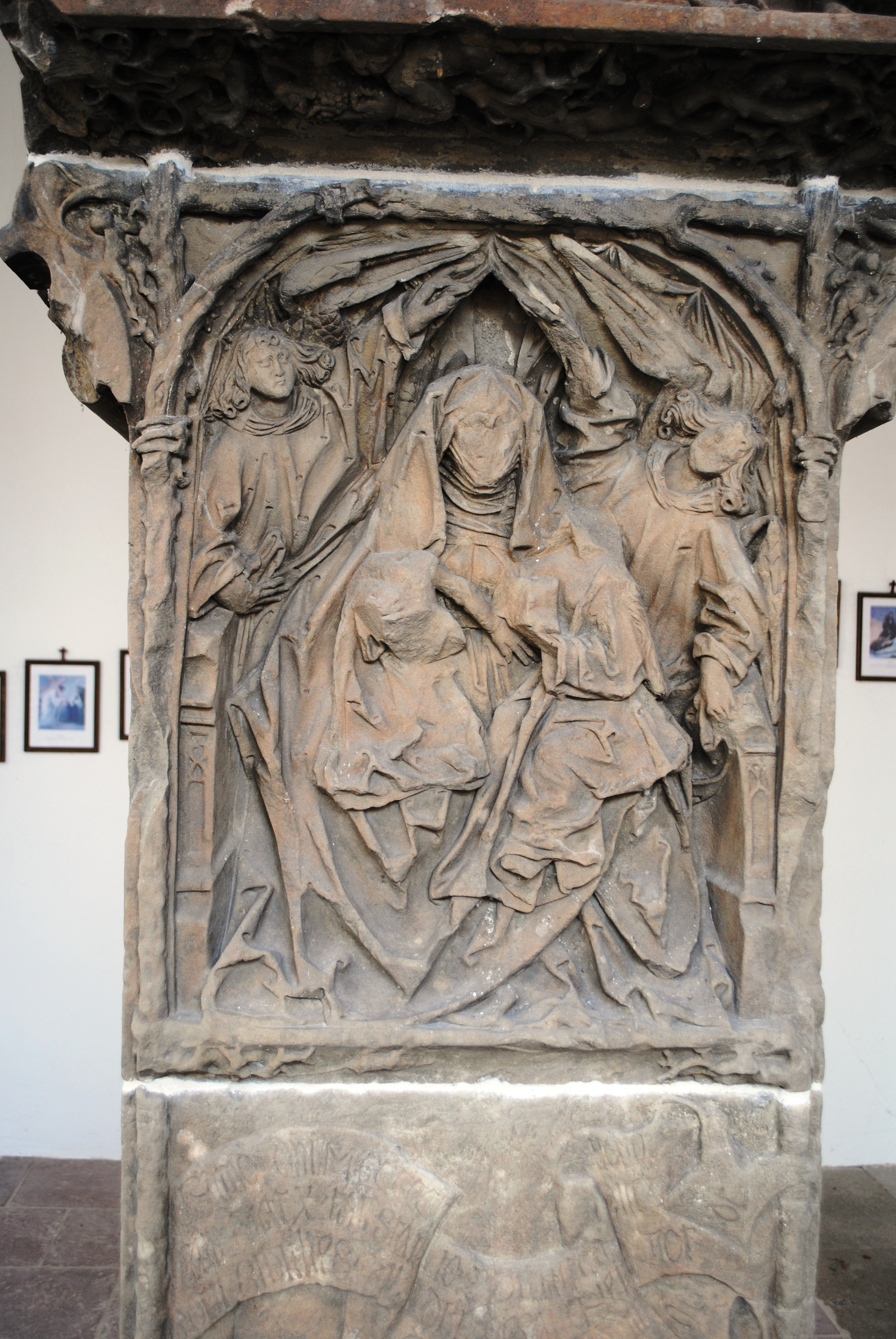
Anna selbdritt auf dem Schaft des Bildstocks
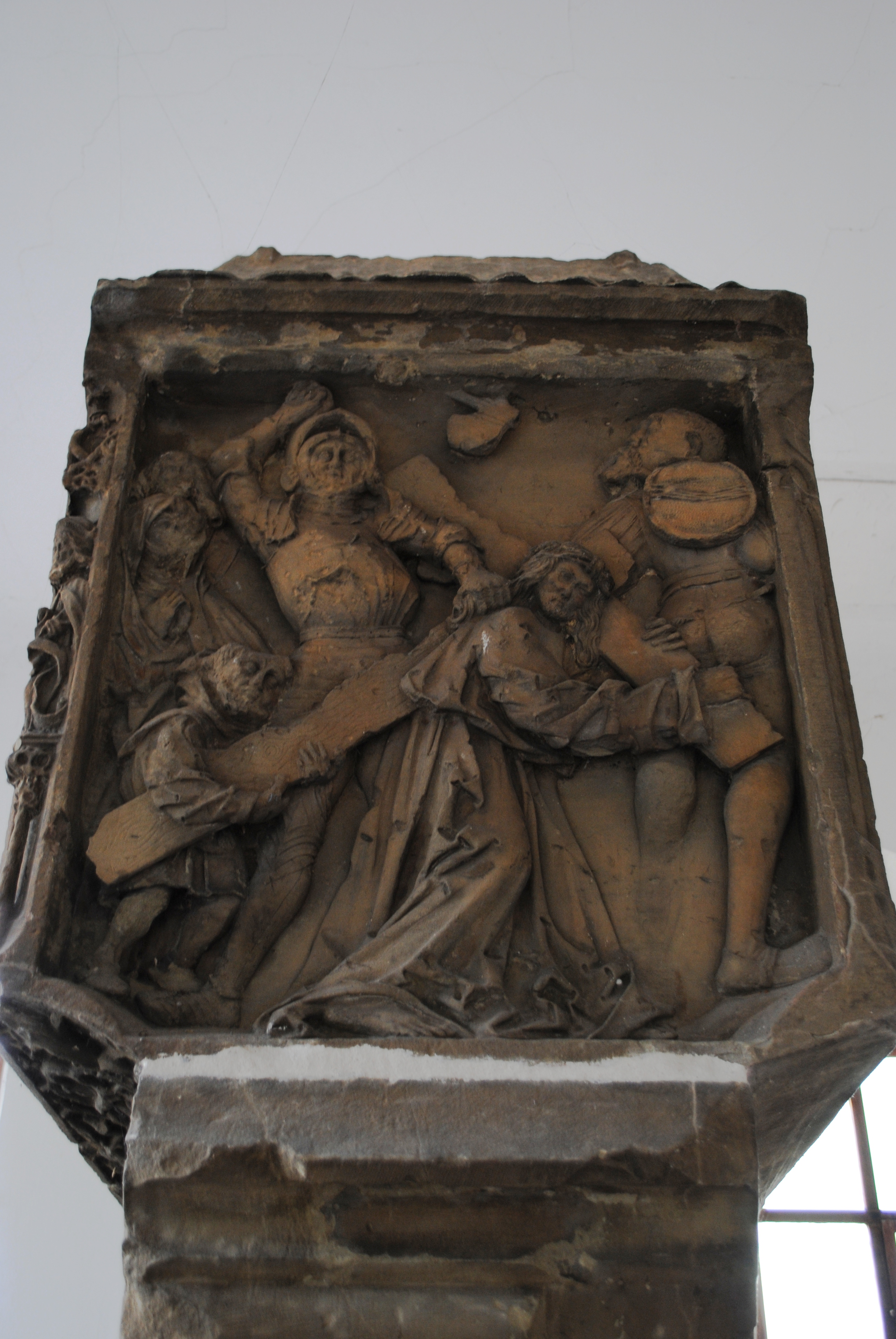
Norden: Jesus tritt den Weg nach Golgatha an
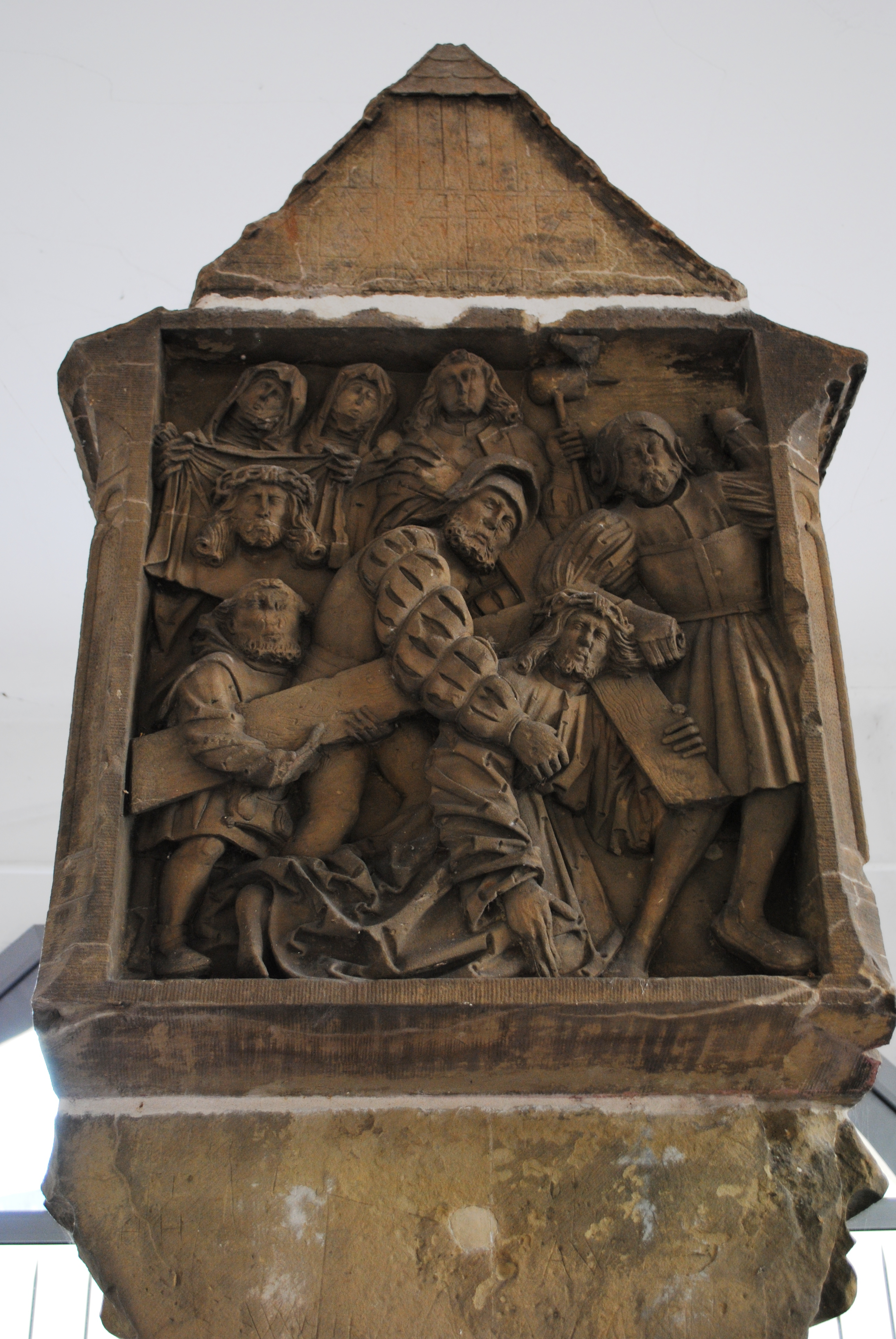
Westen: Simon von Cyrene und die heilige Veronika
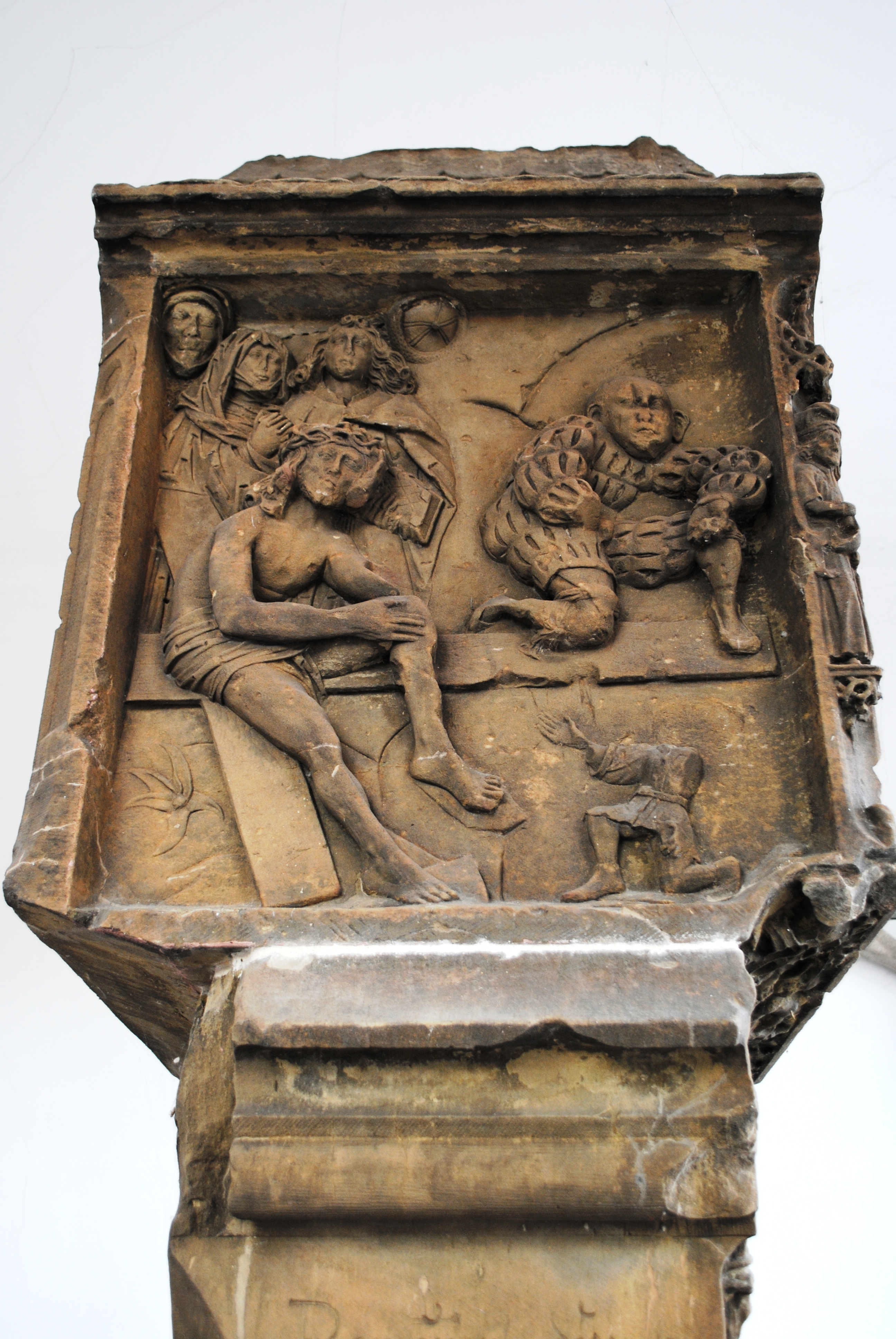
Süden: Jesus ruht sich auf dem Kreuz aus
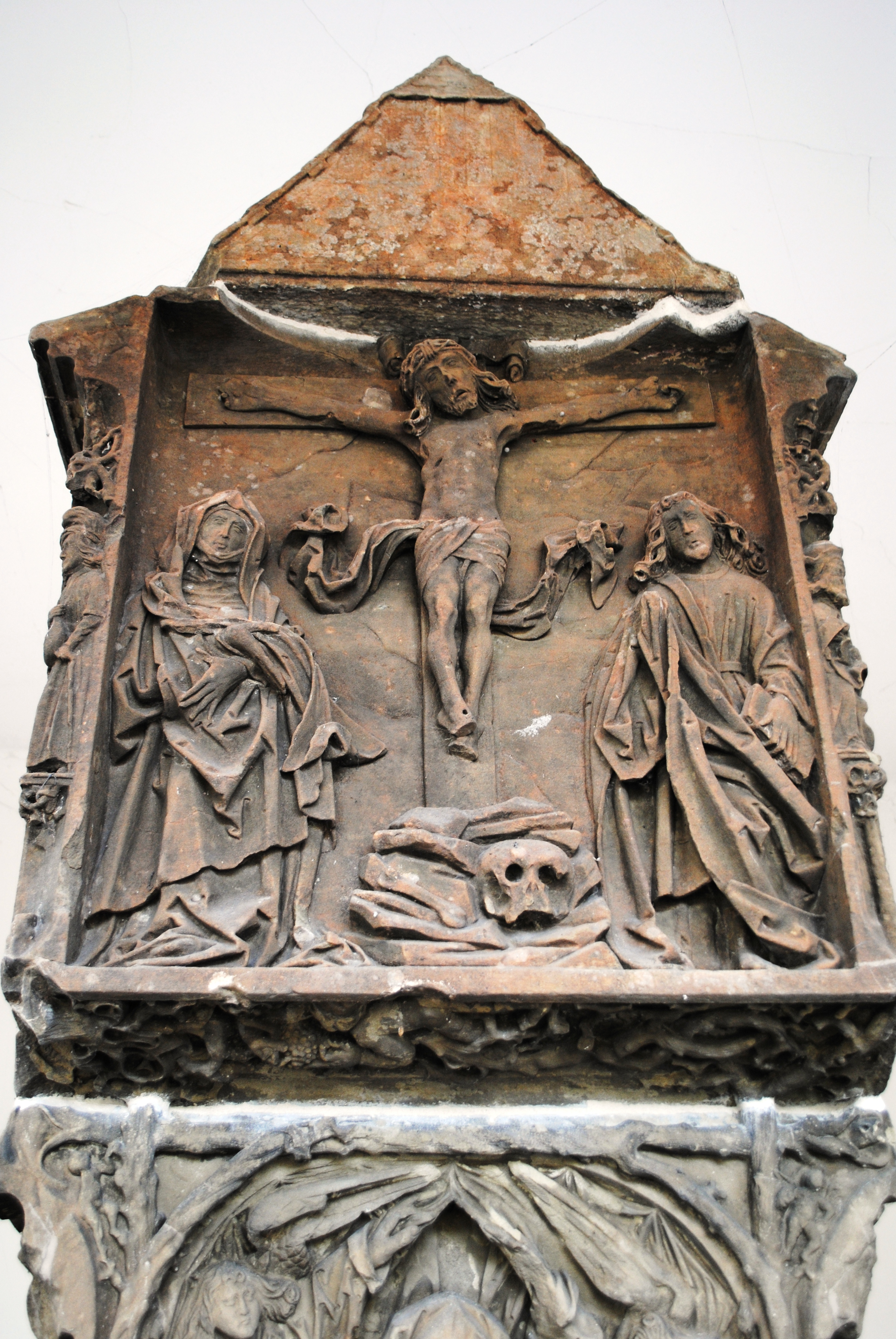
Osten: Die Kreuzigungsszene